# اعتراضات و برهنگی
برهنگی در اعتراضات (انگلیسی: Nudity and protest) روشی در اعتراضات است که معترضان به سیاست یا قانونی به گونهٔ مصالحت‌آمیز به شکل نصفه یا کامل برای جلب توجه برهنه می‌شوند. این‌گونه اعتراضات بیشتر در زمینهٔ پشتیبانی از حقوق بشر، توقف جنگ و حقوق حیوانات دیده می‌شود.